# Pohorje, Cirkulane
Pohorje este o localitate din comuna Cirkulane, Slovenia, cu o populație de 78 de locuitori.